# Liga Portuguesa de Fútbol Profesional
La Liga Portuguesa de Fútbol Profesional (en portugués: Liga Portuguesa de Futebol Profissional), también conocida por su acrónimo LPFP o Liga Portugal, es la principal entidad organizadora del fútbol profesional en Portugal, con sede en la ciudad de Oporto. Fue fundada en 1978 como Liga Portuguesa dos Clubes de Futebol Profissional (LPCFP) y funciona como un organismo autónomo bajo la autoridad de la Federación Portuguesa de Fútbol. El actual presidente de la LPFP es Pedro Proença.
La LPFP organiza los dos principales campeonatos profesionales de fútbol en Portugal: la Primeira Liga y la Segunda Liga, que son, respectivamente, la primera y segunda categoría de más alto nivel del fútbol portugués. Tanto la Primeira Liga como la Segunda Liga constan de dieciocho equipos cada una. La LPFP también organiza la Copa de la Liga (Taça da Liga), una competencia de copa eliminatoria limitada a los clubes que compiten en las ligas profesionales, excepto los equipos filiales. Debido a esto, treinta y dos clubes de las dos primeras divisiones son capaces de participar en la competición.

## Presidentes
| Presidente                | Período   |
| LPCFP                     | LPCFP     |
| ------------------------- | --------- |
| João Aranha               | 1978-1980 |
| Lito Gomes de Almeida     | 1980-1989 |
| Valentim Loureiro         | 1989-1991 |
| LPFP                      |           |
| Valentim Loureiro         | 1991-1994 |
| Manuel Damásio (interino) | 1994-1995 |
| Pinto da Costa            | 1995-1996 |
| Valentim Loureiro         | 1996-2006 |
| Hermínio Loureiro         | 2006-2010 |
| Fernando Gomes            | 2010-2011 |
| Mário Figueiredo          | 2012-2015 |
| Luís Duque                | 2014-2015 |
| Pedro Proença             | 2015-2020 |
| LP                        |           |
| Pedro Proença             | 2020-     |